# Ochi
Ochi (越知町, Ochi-chō) est un bourg du district de Takaoka, dans la préfecture de Kōchi, au Japon.
Au 1er février 2015, la population s'élevait à 5 782 habitants répartis sur une superficie de 111,95 km2.
Kazuko Nose, femme politique et représentante du Japon à la Diète, est originaire de Ochi.